# Tết mừng lúa mới (Người M'Nông)
Tết mừng lúa mới (còn gọi là: Lễ cơm mới) của Người M'Nông, lớp cư dân bản địa ở Việt Nam được công nhận là một trong số 54 dân tộc chính thức của Việt Nam. Trong quá trình phát triển, do địa bàn cư trú phân tán trên vùng núi rừng hiểm trở thuộc các huyện miền núi Tây Nam các tỉnh Đắk Lắk, Đắk Nông, Lâm Đồng, Bình Phước, Quảng Nam. Đây là tết lớn nhất của họ tổ chức trong năm. Được tổ chức vào đầu vụ thu hoạch cuối tháng 7, đầu tháng 8 (âm lịch).

## Đặc điểm
Người M'Nông thường chuẩn bị cho tết ngay từ ngày đầu tra hạt rồi chờ lúa chín. Tết được tổ chức ngay tại rẫy, mâm cơm được bày ra để cúng Giàng.
Các gia đình thường chuẩn bị từ 2 đến 7 chóe rượu cần tùy điều kiện kinh tế của mỗi gia đình và nuôi gà hoặc heo chờ ngày lúa chín. Gần đến ngày thu hoạch lúa, những chóe rượu cần qúy nhất sẽ được xếp hàng dãy dọc giữa nhà. Những cây cần đã được làm thêm để tiếp nhiều khách đến thưởng thức.
Bộ chiêng với nhiều kích cỡ cũng được đem ra kỳ cọ và đánh thử để kiểm tra âm thanh. Nếu gặp vụ mùa bội thu, có đến hàng trăm gùi lúa thì người M’Nông còn làm thêm cả kèn Riết, chuẩn bị hội đâm trâu để hiến tạ thần linh và ăn mừng.
Khi lúa chín, các nghi lễ cúng lúa sẽ rộn lên trong các gia đình. Từ lễ tuốt lúa đến cúng hồn lúa từ rẫy về kho sẽ được tổ chức nhộn nhịp. Nếu vụ lúa của chủ nhà nào chín rộ thì mọi người sẽ cùng đi tuốt hộ. Sau đó mỗi người ra tuốt một nắm lúa bỏ vào trong bồ gọi là rước lúa về nhà. Khách sẽ quay ra chúc chủ nhà những câu tốt lành, rồi chủ nhà mời tất cả ngồi xung quanh đống lửa ăn uống. Sau khi ăn uống xong, mọi người nổi Cồng chiêng, nhảy múa cho tới khuya, có khi tới sáng hôm sau.
Lúa thu hoạch được chia làm ba: một phần để ăn, một phần để sắm đồ đạc, một phần dành cho trâu bò cùng những con vật góp công cùng con người làm ra hạt lúa.
Vào dịp tết mừng lúa mới, người M’Nông sẽ trang trí kho lúa bằng các loại cây hoa, được làm từ những que tre vót thành nhiều cành tượng trưng hình bông lúa, gọi là “Hừn du”. Theo cách nghĩ mộc mạc của người M’Nông, với cách trang trí này có thể hấp dẫn, lưu giữ hồn lúa ở trong kho.

## Ý nghĩa
Đây được xem là dịp lễ quan trọng của Người M'Nông trong năm.
Trong quan niệm của người M’Nông, thần Lúa là linh hồn của mọi vật, là vị thần đáng tôn thờ nhất. Tôn vinh hạt thóc của Giàng ban cho dân làng và tập tục cúng Giàng, cúng các vị thần linh như: cúng trời đất, các thần sông suối, thần núi, thần mưa, thần sấm, thần mùa màng để cầu cho mưa thuận gió hòa.

## Các địa phương

### Bình Phước
Có Người M'Nông Đíp, Người M'Nông Biat và Người M'Nông Bu Dêh cư trú trên địa bàn Bình Phước. Không như nhiều nhóm M’Nông ở các địa phương khác, người M’Nông ở Bình Phước không có lệ ăn Tết Nguyên Đán cùng với Người Kinh mà chỉ tổ chức lễ Tết mừng lúa mới hay còn gọi Lễ Cơm mới vào đầu vụ thu hoạch, sớm hay muộn là tùy vào mùa lúa chín (thường vào cuối tháng 7 hay đầu tháng 8). Việc ăn tết có nơi kéo dài cả tháng, lần lượt từ nhà nọ đến nhà kia.